# Фарскейп
„Фарскейп“ (на английски: Farscape) е американско-австралийски научнофантастичен сериал, продуциран за канал Nine Network. По идея е на Рокни О'Банън и е продуциран от Jim Henson Productions и Hallmark Entertainment. The Jim Henson Company е отговорна за извънземните грим и протези, а двама от главните герои (аниматронните кукли Райджъл и Пилот) са създадени изцяло от работилницата за създания на Хенсън.
Въпреки че е с договор за 5 сезона, сериалът е внезапно прекъснат след продукцията на четвърти сезон, приключвайки с отворен край. Съпродуцентът Брайън Хенсън по-късно осигурява правата за „Фарскейп“, правейки път за три-часов минисериал, озаглавен „Фарскейп: Войната за мира“, който Хенсън и режисира. През 2007 г. е обявено, че създателят ще се завръща за уебсериал, но продукцията е спирана неведнъж. През декември 2008 г. е пусната комиксова минипоредица, която се развива във вселената на сериала и предполагаемия уебсериал.

## Актьорски състав
| Герой                                    | Актьор                     | Сезони             | Бележки |
| Командир Джон Крайтън                    | Бен Браудър                | 1-4 и минисериалa  | Знанието за тунелите се оказва скрито от Древните, още в самото начало, в съзнанието на Крайтън, около което се изгражда голяма част от сюжета.                                |
| Kомандир Ерън Сун                        | Клаудия Блек               | 1-4 и минисериалa  | |
| Ка Д'Арго                                | Антъни Симкоу              | 1-4 и минисериалa  | |
| Чиана                                    | Джиджи Еджли               | 1-4 и минисериалa  | |
| Па'у Зотo Заaн                           | Вирджиния Хей              | 1-3                | Епизодични появи в 4 сезон и ретроспективни кадри в минисериалa. |
| Скорпиъс; Харви                          | Уейн Пиграм                | 1-4 и минисериалa  | Харви е „неврален клонинг“ на Скорпиъс, вграден в мозъка на Крайтън с цел да открие скритото му знание за пространствено-времевите тунели. Появява се за пръв път във 2 сезон. |
| Kапитан Байлар Крейс                     | Лейни Тюпу                 | 1-3                | Епизодични появи в паралелни и виртуални реалности и ретроспективни кадри в 4 сезон и минисериалa.                                                                             |
| Старк                                    | Пол Годарт                 | 1-4 и минисериалa  | |
| Джулюшко Тунай Фента Овалис (Джул)       | Тами Макинтош              | 3, 4 и минисериалa | |
| Уту Норанти Пралатонг (Норанти)          | Мелиса Джафър              | 3, 4 и минисериалa | |
| Сикозу Швала Шанти Шугайши Шану (Сикозу) | Райли Хил                  | 4 и минисериалa    | |
| Капитан Мийкло Брака                     | Дейвид Франклин            | 1-4 и минисериалa  | |
| Комендант Мели-он Грейза                 | Ребека Ригс                | 3, 4 и минисериалa | |
| Джоти                                    | Матю Нютън / Натаниъл Дийн | 2, 3 и минисериалa | син на Д'Арго |

Съпругата на Браудър, актрисата Франческа Бълър, също участва във филма, в няколко различни епизодични роли.
Други главни герои, представени изцяло чрез аниматронни кукли:
- Доминар Райджъл XVI – дребно същество, някога владетел на Хинерианската империя, детрониран и предаден на Умиротворителите от коварния си братовчед. Когато е изнервен, Райджъл изхвърля хелий от храносмилателния си тракт (включващ 3 стомаха), често карайки раздразнените си спътници да се оплакват с пискливи гласове. Озвучен от Джонатан Харди, управляван от Шон Мастерсън, Тим Мийваел, Мат Маккой, Марио Халувас и Фиона Джентъл.
- Пилот – същество с множество крайници, което играе ролята на пилот на живия космически кораб Моя. Той е биологично свързан към нервната система на Моя и служи също като неин глас, помагайки ѝ да комуникира с екипажа. Озвучен от Лейни Тюпу.

## В България
В България сериалът започва около 2002 г. по Диема+. По-късно излъчените епизоди са повторени по Диема 2, където около 2003–2004 г. е пуснат премиерно и четвърти сезон. Ролите се озвучават от Таня Димитрова, Силвия Русинова, Георги Георгиев-Гого, Петър Чернев и Васил Бинев.
От 2008 г. се излъчва по AXN Sci-Fi и AXN със субтитри, като в програмата се анонсира под името „Фарскейп“, а в субтитрите заглавието е преведено като „Космически беглец“. Понятието „пространствено-времеви тунел“ или „червеева дупка“ (wormhole) е преведено като „черна дупка“.
На 1 октомври 2013 г. започва повторно излъчване по AXN Black.